# Xenos peckii
Xenos peckii (лат.) — вид веерокрылых насекомых рода Xenos из семейства Xenidae. Встречаются в Северной Америке: США (Алабама, Джорджия, Гавайи, Южная Каролина). Крылатые самцы на преимагинальной стадии и червеобразные безногие самки большую часть жизни проводят в теле общественных ос (Vespidae). Паразиты рода Polistes, например, P. fuscatus (Fabricius), P. apachus Saussure, P. aurifer Saussure, P. metrica Say, P. flavus Cresson и P. carolina (Linnaeus). Вид был впервые описан в 1813 году английским энтомологом Уильямом Кёрби (William Kirby; 1759—1850).
От близких видов отличаются следующими признаками: мандибулы примерно равны по длине максиллам, в заднем крыле жилка R1 примерно равна R2, а жилка R2 значительнее длиннее R3.